# Pieter Verburg
Pieter (Piet) Verburg (Utrecht, 8 oktober 1921 – Hilversum, 26 september 2016) was een Nederlands econoom en hoogleraar bedrijfshuishoudkunde aan de Universiteit van Amsterdam.

## Levensloop
Verburg was geboren en getogen in Utrecht, Hij studeerde economie aan de Universiteit van Amsterdam, en promoveerde cum laude in 1966 bij Henri Johan van der Schroeff op het proefschrift De betekenis van de kosteninformatie voor de besluitvorming.
Na zijn afstuderen was Verburg enige jaren werkzaam geweest als organisatieadviseur bij het Raadgevend Efficiency Bureau Bosboom en Hegener. In 1961 werd hij buitengewoon lector Bedrijfshuishoudkunde aan de Universiteit van Amsterdam, waarbij hij de rede sprak over Economische beslissingselementen in de organisatie. In 1966 volgde hier de benoeming tot gewoon hoogleraar bedrijfshuishoudkunde. In 1986 ging hij met emeritaat.
Zijn promovendi waren B.A. de Wilde (in 1976), Ch.A. Koopman (in 1977), Th.P. van Hoorn, W.B. de Greve en P.M. Kempen (in 1979), P.C.J. de Koning (in 1980), R.R.R. Huijsman-Rubingh en T.R.A.M. Wagenaar (in 1983), W. Jansen en H.P.M. Jägers (in 1985) en J.D. Brüggemann (in 1989).
Verburg was verder politiek actief. Eind jaren 1960 was hij voorzitter van de Commissie Verburg, die de doelmatigheid van het functioneren van Defensie heeft onderzocht. Eind jaren 1970 was hij lid van de Raad van State, en begin jaren 1980 van de Sociaal-Economische Raad (SER).
Hij overleed uiteindelijk op bijna 95-jarige leeftijd.

## Publicaties
- 1959. Organiseren en organisatieonderzoek. Leiden: Stenfert Kroese; 2e druk 1966.
- 1961. Economische beslissingselementen in de organisatie. Inaugurele rede Universiteit van Amsterdam.
- 1966. Enige aspecten van de organisatie van de vernieuwing. Inaugurele rede. Leiden: Stenfert Kroese
- 1966. De betekenis van de kosteninformatie voor de besluitvorming. Proefschrift Universiteit van Amsterdam
- 1976. Organisatiewetenschap en praktijk. Met Klaas Halbertsma, Pierre Malotaux, J.L. Boers (red.). Leiden: Stenfert Kroese.
- 1983. Beheer en gebruik van monumentale kerkgebouwen : verslag van een onderzoek bij een twintigtal kerkgebouwen. Met Niek Jan Ferwerda.
- 1983. Organisatiedoorlichting in Nederland. Met Cees van Tilburg. Deventer: Kluwer.
- 1984. Replacement costs for managerial purposes. Met Jan Klaassen. North-Holland.
- 1985. Beheer en onderhoud van grote monumenten. Met Niek Jan Ferwerda.
- 1988. Verslag over het oriënterend vooronderzoek naar de problemen rond de inrichting en het functioneren van het NCC/IBL-systeem.. Nederlands Bureau voor Bibliotheekwezen en Informatieverzorging.

- Bibsys: 90354065
- Bibliothèque nationale de France: cb11495900j (data)
- CiNii: DA12432294
- International Standard Name Identifier: 0000 0000 2644 7784
- Library of Congress Control Number: n83130197
- Nederlandse Thesaurus van Auteursnamen: 074783475
- Virtual International Authority File: 23515883
- WorldCat: E39PBJcgwj3Ccwt8gQTqcKK68C